# أ. د. كولمان
أ. د. كولمان (بالإنجليزية: Allan Douglass Coleman)‏ هو مصور أمريكي، ولد في 1943.

## وصلات خارجية
- الموقع الرسمي